# Тетрасвинецтрилантан
Тетрасвинецтрилантан — бинарное неорганическое соединение
лантана и свинца
с формулой La3Pb4,
кристаллы.

## Получение
- Сплавление стехиометрических количеств чистых веществ:

{\displaystyle {\mathsf {3La+4Pb\ {\xrightarrow {1420^{o}C}}\ La_{3}Pb_{4}}}}

## Физические свойства
Тетрасвинецтрилантан образует кристаллы
кубической сингонии, пространственная группа I 43d, параметры ячейки a = 0,98188 нм, Z = 4,
структура типа тетрафосфида тритория Th3P4
.
Соединение образуется по перитектической реакции при температуре 1420°C.